# Groupe de NGC 4753
Le groupe de NGC 4753 comprend au moins 15 galaxies situées dans les constellations de la Vierge et de la Chevelure de Bérénice (UGC 8448). La distance moyenne entre ce groupe et la Voie lactée est d'environ 20 Mpc (∼65,2 millions d'al).
D'autre part, sept galaxies du groupe de NGC 4753 (NGC 4643, NGC 4713, NGC 4771, NGC 4808 et NGC 4845 et NGC 4900) apparaissent aussi dans une liste de 227 galaxies d'un article publié par Abraham Mahtessian en 1998. La liste de Mahtessian comporte plus de 200 galaxies du New General Catalogue et une quinzaine de galaxies de l'Index Catalogue. On retrouve dans cette liste 11 galaxies du Catalogue de Messier, soit M49, M58, M60, M61, M84, M85, M87, M88, M91, M99 et M100.
Toutes les galaxies de la liste de Mahtessian ne constituent pas réellement un groupe de galaxies. Ce sont plutôt plusieurs groupes de galaxies qui font tous partie d'un amas galactique, l'amas de la Vierge. Pour éviter la confusion avec l'amas de la Vierge, on peut donner le nom de groupe de M60 à cet ensemble de galaxies, car c'est l'une des plus brillantes de la liste. L'amas de la Vierge est en effet beaucoup plus vaste et compterait environ 1 300 galaxies, et possiblement plus de 2 000, situées au cœur du superamas de la Vierge, dont fait partie le Groupe local,.
De nombreuses galaxies de la liste de Mahtessian se retrouvent dans dix groupes décrits dans l'article d'A.M. Garcia, soit le groupe de NGC 4123 (7 galaxies), le groupe de NGC 4261 (13 galaxies), le groupe de NGC 4235 (29 galaxies), le groupe de M88 (13 galaxies, M88 = NGC 4501), le groupe de NGC 4461 (9 galaxies), le groupe de M61 (32 galaxies, M61 = NGC 4303), le groupe de NGC 4442 (13 galaxies), le groupe de M87 (96 galaxies, M87 = NGC 4486), le groupe de M49 (127 galaxies, M49 = NGC 4472), le groupe de NGC 4535 (14 galaxies) et le groupe de NGC 4753 (15 galaxies). Ces onze groupes font partie de l'amas de la Vierge et ils renferment 396 galaxies. Certaines galaxies de la liste de Mahtessian ne figurent cependant dans aucun des groupes de Garcia et vice versa.

## Distance du groupe de NGC 4753
Les galaxies de ce groupe sont relativement rapprochées du Groupe local et les distances obtenues par des méthodes indépendantes sont quelquefois fort différentes des distance de Hubble. Malgré cela, la distance moyenne obtenue des méthodes indépendantes est de 19,0 ± 3,6 Mpc (∼62 millions d'al) et la moyenne des distance de Hubble, soit 21,0 ± 3,3 Mpc (∼68,5 millions d'al) sont très similaires. Ce groupe se situe donc à environ 20 Mpc de la Voie lactée.

## Membres
Le tableau ci-dessous liste les 15 galaxies du groupe indiquées dans l'article de A.M. Garcia paru en 1993.
| Nom                  | Class.    | Type                        | α (J2000.0)   | δ (J2000.0)  | Vitesse radiale (km/s) | m    | Distance (Mpc) | Diamètre (kal) | D (Mpc)      |
| -------------------- | --------- | --------------------------- | ------------- | ------------ | ---------------------- | ---- | -------------- | -------------- | ------------ |
| NGC 4643             | SB0/a(rs) | Lenticulaire                | 12h 43m 20.1s | 01° 58′ 42″  | 1333 ± 5               | 10,8 | 24,6 ± 1,8     | 76             | 25,7 ± ? 1   |
| NGC 4713             | SBcd?,    | Spirale barrée              | 12h 49m 57.9s | 05° 18′ 41″  | 654 ± 1                | 11,7 | 14,5 ± 1,1     | 42             | 13,8 ± 3,6   |
| NGC 4753             | S0,       | Lenticulaire                | 12h 52m 22.1s | -01° 11′ 59″ | 1163 ± 5               | 10,0 | 22,1 ± 1,6     | 105            | 18,6 ± 4,7   |
| NGC 4771             | SAd?      | Spirale                     | 12h 53m 21.2s | 01° 16′ 09″  | 1126 ± 4               | 12,3 | 21,5 ± 1,5     | 84             | 19,7 ± 1,6   |
| NGC 4808             | SA(s)cd   | Spirale                     | 12h 55m 48.9s | 04° 18′ 15″  | 760 ± 1                | 11,7 | 16,0 ± 1,2     | 48             | 18,4 ± 2,0   |
| NGC 4845 (=NGC 4910) | SA(s)ab   | Spirale                     | 12h 58m 01.2s | 01° 34′ 33″  | 1098 ± 3               | 11,2 | 21,0 ± 1,5     | 108            | 21,9 ± 4,6   |
| NGC 4900             | SB(rs)c   | Spirale barrée              | 13h 00m 39.2s | 02° 30′ 03″  | 963 ± 1                | 11,4 | 19,0 ± 1,4     | 51             | 21,5 ± 6,7   |
| NGC 4904             | SB(s)cd   | Spirale barrée              | 13h 00m 58.6s | 00° 01′ 39″  | 1180 ± 1               | 12,0 | 22,2 ± 1,6     | 47             | 20,6 ± 4,0   |
| UGC 7824             | SB(s)m?   | Spirale barrée magellanique | 12h 39m 50.3s | 01° 40′ 22″  | 1221 ± 3               | 14,9 | 23,0 ± 1,7     | 49             | x            |
| UGC 7982             | Sd(f)     | Spirale                     | 12h 49m 50.2s | 02° 51′ 05″  | 1155 ± 5               | 13,3 | 21,9 ± 1,6     | 75             | 20,3 ± 1,6   |
| UGC 8041             | SB(s)d    | Spirale barrée              | 12h 55m 12.6s | 00° 07′ 00″  | 1324 ± 1               | 12,8 | 24,4 ± 1,7     | 54             | 15,3 ± 1,8   |
| UGC 8048             | IBm?      | Irrégulière magellanique    | 12h 55m 39.4s | -00° 15′ 49″ | 1110 ± 2               | 13,8 | 21,3 ± 1,5     | 20             | 13,6 ± 2,9   |
| UGC 8074             | Sm        | Spirale magellanique        | 12h 57m 44.6s | 02° 41′ 30″  | 917 ± 7                | 14,6 | 18,4 ± 1,3     | 33             | 21,7 ± ? 1   |
| UGC 8105             | S0        | Lenticulaire naine          | 12h 59m 58.1s | 02° 02′ 57″  | 886 ± 1                | 15,1 | 17,9 ± 1,3     | 7,9            | x            |
| UGC 8127             | IB(s)m?   | Irrégulière magellanique    | 13h 01m 03.7s | -01° 57′ 12″ | 1467 ± 1               | 14,6 | 26,5 ± 1,9     | 43             | 26,7 ± 3,3 1 |

- 1 Trois mesures ou moins.

Le site DeepskyLog permet de trouver aisément les constellations des galaxies mentionnées dans ce tableau ou si elles ne s'y trouvent pas, l'outil du site constellation permet de le faire à l'aide des coordonnées de la galaxie. Sauf indication contraire, les données proviennent du site NASA/IPAC.